# Baltazar Maria de Morais Júnior
Baltazar Maria de Morais Júnior (Goiânia, 17 de juliol de 1959) és un exfutbolista brasiler, que ocupava la posició de davanter.
Va demostrar el seu olfacte golejador en diversos clubs en els quals va militar, assolint el trofeu Pitxitxi de la lliga espanyola 1988/89 i de la Serie B brasilera 1994.
Internacional pel Brasil en sis ocasions, va formar part del combinat del seu país que hi va guanyar la Copa Amèrica de 1989.